# Enrique de Vicente
Enrique de Vicente Martín (Aranda de Duero, 16 de septiembre de 1949) es un periodista y escritor español. Es colaborador habitual desde hace décadas en programas de televisión y radio, revistas y otros medios dedicados a lo misterioso y lo paranormal en España. Fue fundador y director de la revista Año/Cero hasta 2015, año en que anunció que dejaría esa labor. En la actualidad es colaborador de Cuarto Milenio y Horizonte. También es presidente de la Sociedad Española de Parapsicología.

## Biografía
Nacido en Aranda de Duero, se graduó por la Universidad Complutense de Madrid. Después de graduarse, se trasladó a Utrecht para asistir a un seminario sobre parapsicología. En 1980 ingresó en la Parapsychological Association, compartiendo sus opiniones con otros estudiosos de la parapsicología. En 1990 fundó la revista Año/Cero junto con Javier Sierra, de la que fue director hasta el año 2015. 
Desde hace años colabora en programas radiofónicos de índole esotérica y de misterio, como Viaje a lo desconocido y Milenio 3 (Cadena SER), y en programas de televisión, como Cuarto milenio (Cuatro).

## Opiniones controvertidas
Enrique de Vicente ha reflejado su opinión desde el prisma de lo paranormal sobre múltiples asuntos, provocando la crítica de que dichas opiniones carecen de base científica. Tras el accidente ferroviario de Santiago de Compostela el 24 de julio de 2013, en una entrevista en el diario Deia, afirmó que pudo ser por «el incremento de radiación cósmica que llega a la tierra y que provoca grandes alteraciones y perturbaciones en el sol».

## Publicaciones
- Claves ocultas del Código da Vinci, 2006
- Los poderes ocultos de la mente, 2006
- Claves ocultas de El Símbolo Perdido, 2009